# Jay Leyda
Jay Leyda (* 12. Februar 1910 in Detroit; † 15. Februar 1988) war ein amerikanischer  Filmhistoriker und Literaturhistoriker.
Leyda drehte den avantgardistischen Kurzfilm A Bronx Morning. Er verfasste Standardwerke über das sowjetische Kino, Kino (1960), über Sergei Eisenstein, über den Kompilationsfilm, Films Beget Films (1964), und über den chinesischen Film, Dianying. Electric Shadows (1972).

## Leben
Leyda fotografierte, er war Mitglied in der Workers Film and Photo League  und drehte 1931 einen kurzen Film. Er hat bei Sergei Eisenstein am Gerassimow-Institut für Kinematographie in Moskau studiert (1933) und als Fotograf  an dessen verschollenem Werk Bezhin Meadow (1935–1937) mitgearbeitet.
Nach seiner Rückkehr  nach New York  erhielt er 1936 die Stelle eines Assistant Curators an der Filmabteilung des Museum of Modern Art, 1940 musste er wegen politischer Anfeindungen gehen. In Hollywood arbeitete er an Projekten der Frontier Film Group. Er war technischer Berater für den Propagandafilm Mission to Moscow (Botschafter in Moskau) von Michael Curtiz (1943). Ein  Kommunist seit seiner Jugend, wich er 1954 nach London aus.
Von 1959 bis 1964 war er in Peking, im China Film Archive und anschließend von 1964 bis 1969 am Staatlichen Filmarchiv in Ostberlin. Dank des veränderten politischen Klimas kehrte er nach Nordamerika zurück und unterrichtete in Yale und an der York University in Toronto. Von 1973 an lehrte er Cinema Studies an der New York University . Mit seinen Studenten erforschte er den amerikanischen Film in der Zeit vor Hollywood.
Leyda war seit 1934 mit der revolutionären Tänzerin Si-Lan-Chen-Leyda (Sylvia Chen) verheiratet (* 1905, auf Trinidad).
1984 wurde ihm die Eastman Kodak Goldmedaille verliehen.

## Filmographie
- A Bronx Morning (1931) (11 Minuten, schwarz-weiß, Stummfilm). Der Kurzfilm befindet sich in der Sammlung des Museum of Modern Art, in New York.[3]
- People of the Cumberland (1937) (21 Minuten, schwarz-weiß, Tonfilm), mit Sidney Meyers als Co-Regisseur, in der Sammlung des Museum of Modern Art.[4] Der Film war eine Produktion der Frontier Film Group. Beteiligt waren  Elia Kazan, Ralph Steiner, Erskine Caldwell, Alex North, Earl Robinson und Helen van Dongen.[5]

## Werke (Auswahl)
- The Film Sense. Hrsg.: Sergei Eisenstein. Harcourt Brace, New York 1942.
- Jay Leyda, Sergej Bertensson: The Musorgsky Reader. A Life of Modeste Petrovich Musorgsky in Letters and Documents. W.W. Norton, New York 1947, OCLC 885379.
- Film Form. Essays in Film Theory. Hrsg.: Sergei Eisenstein. Harcourt, Brace, New York 1949.
- The Melville Log. A Documentary Life of Herman Melville, 1819–1891. Harcourt Brace, New York 1951, OCLC 174510154.
- Jay Leyda, Sergei Bertensson, Sophia Satina: Sergei Rachmaninoff. A Lifetime in Music. New York University Press, New York 1956, OCLC 344823.
- The Years And Hours of Emily Dickinson. Yale University Press, New Haven 1960, OCLC 479248174.
- Kino. A History of the Russian and Soviet Film. George Allen & Unwin, London 1960, OCLC 468224244. Überarbeitete Neuauflage Princeton UP, 1983.
- Films Beget Films. A Study of the Compilation Film. Hill and Wang, New York 1964, OCLC 186247574.
- Robert Flaherty. Hrsg.: Wolfgang Klaue. Henschel, Berlin (DDR) 1964, Das Flaherty-Erbe, S. 46–49.
- Film Essays, with a Lecture. Hrsg.: Sergei Eisenstein. Dennis Dobson, London 1968 (Praeger, New York, 1970). Neuausgabe Princeton, 1982
- Dianying - Electric Shadows. An Account of Films and the Film Audience in China. The MIT Press, Cambridge, Mass. 1972, ISBN 978-0-262-12046-3.
- Jay Leyda, Zina Voynow: Eisenstein at Work. Pantheon Books, 1982, ISBN 978-0-394-41262-7.
- Jay Leyda, Sergei Eisenstein: Eisenstein on Disney. Methuen Paperback, 1986, ISBN 978-0-413-19640-8.